# Talanty i poklonniki
Talanty i poklonniki (russisk: Таланты и поклонники) er en sovjetisk spillefilm fra 1973 af Isidor Annenskij.

## Medvirkende
- Svetlana Pelikhovskaja som Aleksandra Negina
- Olga Khorkova som Domna Pantelejevna
- Leonid Gubanov som Ivan Velikatov
- Nikolaj Gritsenko som Iraklij Dulebov
- Aleksandr Beljavskij som Grigorij Bakin